# 零 -ZERO-
《零 -ZERO-》，是福山雅治的配信限定單曲。

## 概要
是為劇場版動畫《名偵探柯南：零的執行人》而做的主題曲，這是福山首次與《名偵探柯南》做商業搭配。
2018年4月3日，在GYAO!先行公開了同年3月於日本武道館的自身即時影像與『柯南』動畫融合的音樂錄影帶。

## 排行榜成績
《Zero-ZERO-》在2018年4月7日的Oricon公信榜數位單曲每日排名中以15,000 DL排名第一，在4月16日Oricon公信榜的數位單曲每週排名中，它以19,989次下載排名第三。
《Zero-ZERO-》在2018年4月16日由日本告示牌首次上榜為第九名，同時在動畫歌曲榜《Hot Animation》中獲得第2名。並且，在同一天的數位單曲榜《Top Download Songs》中獲得第三名。

## 收錄曲
1. 零 -ZERO (4:14)
東宝系映画《名偵探柯南：零的執行人》主題歌[7][8][9][10][11][12][13][14]。

## 外部連結
- 福山雅治 New Single「零 -ZERO-」特設サイト[]

| 剧场版 名侦探柯南 主题曲 2018年 名侦探柯南：零的執行人 |                              |                                  |
| 前作: 倉木麻衣 《渡月橋 ～想念你～》                   | 本作: 福山雅治 《零 -ZERO-》 | 次作: 登坂廣臣 《BLUE SAPPHIRE》 |